# HK & Les Saltimbanks
HK & Les Saltimbanks es una banda francesa reunida en 2009 originaria de Lille cuya música integra distintos géneros, incluidos el hip-hop, el reggae, música del Magreb como el chaabi argelino e influencias europeas. Algunos de sus temas tratan sobre las injusticias sociales o la inmigración. Su canción "On lâche rien" ("No nos rendimos") se convirtió en un emblema de la campaña presidencial de 2012 de Jean-Luc Mélenchon, candidato del Partido de Izquierda, a quien apoyaron abiertamente.
La banda posee dos álbumes: "Citoyen du monde" (2011) y "Les temps modernes" (2012), nombre inspirado en la película de Charles Chaplin, "Tiempos modernos".
El nombre del grupo se compone de dos partes: la primera proviene del artista Kaddour Hadadi (conocido como HK), mientras "Les Saltimbanks" significa "los saltimbanqui", un estilo de acróbata.

## Historia
Hk & Les Saltimbanks se formó en 2009 bajo el liderazgo de Kaddour Hadadi, conocido como HK. Él había formado parte de la banda "Ministère des Affaires Populaires", banda con la grabó dos discos. HK es hijo de inmigrantes argelinos.
Hadadi se reunió con varios de los miembros de la banda que interpretaban una comedia musical en contra de la situación de las personas sin hogar.

## Discografía
- Citoyen du monde (2011)
- Les Temps Modernes (2012)